# 娜歐蜜·格瑪
娜歐蜜·海爾·格瑪（英語：Naomi Haile Girma，2000年6月14日—）是衣索比亞裔美國職業女子足球運動員，司職後衛，現效力英格蘭女子足球超級聯賽球隊切爾西與美國國家女子足球隊。她曾代表美國參加2024年夏季奧運會足球比賽並獲得金牌。
格瑪就讀大學期間效力於史丹佛樞機紅女子足球隊，她曾帶領樞機紅隊贏得2019年NCAA第一級別女子足球大學盃冠軍。2021年底，格瑪參加NWSL選秀以選秀狀元之姿中選加州新創球隊聖地牙哥波浪，正式開啟職業足球生涯。同年11月，她在生涯首賽季同時獲得NWSL年度最佳新秀與年度最佳後衛。
格瑪曾代表美國U17、U19以及U20國家隊出賽，並於2022年首次獲得成年國家隊徵召。2023年，格瑪代表美國參加國際足協女子世界盃。同年12月，她當選由美國足協頒發的美國足球小姐，是首位獲得該獎項的後衛球員。

## 早期生活
娜歐蜜·格瑪出生並成長於加利福尼亞州聖荷西的一個衣索比亞人社區，其父母皆為衣索比亞移民。她是格瑪·阿維克（Girma Aweke）和塞布爾·德米西（Seble Demissie）的第二個孩子。娜歐蜜的哥哥內森尼爾·格瑪（Nathaniel Girma）較其年長三歲，後者畢業於聖塔克拉拉大學。
童年時期的格瑪曾效力於父親阿維克創辦的瑪雷達足球俱樂部（Maleda Soccer Club），這是一家專為衣索比亞青年開設的足球隊，位於聖荷西的衣索比亞人社區。格瑪在開始專精踢足球以前，曾與哥哥內森尼爾一起參加小學課後籃球比賽，並且練習了5年的體操運動。2009年，格瑪被朋友邀請到Central Valley Crossfire足球俱樂部參加訓練，她的表現備受青睞，之後更在教練鮑伯·喬伊斯（Bob Joyce）的鼓勵下參加美國青年足協舉辦的奧林匹克發展計劃，並且獲得美國U14國家隊訓練營徵召。在Crossfire足球俱樂部解散後，格瑪先後加入了德安扎足球俱樂部和加利福尼亞荊棘青訓學院（California Thorns Academy），同時也在先鋒高中野馬隊效力。

### 史丹佛樞機紅

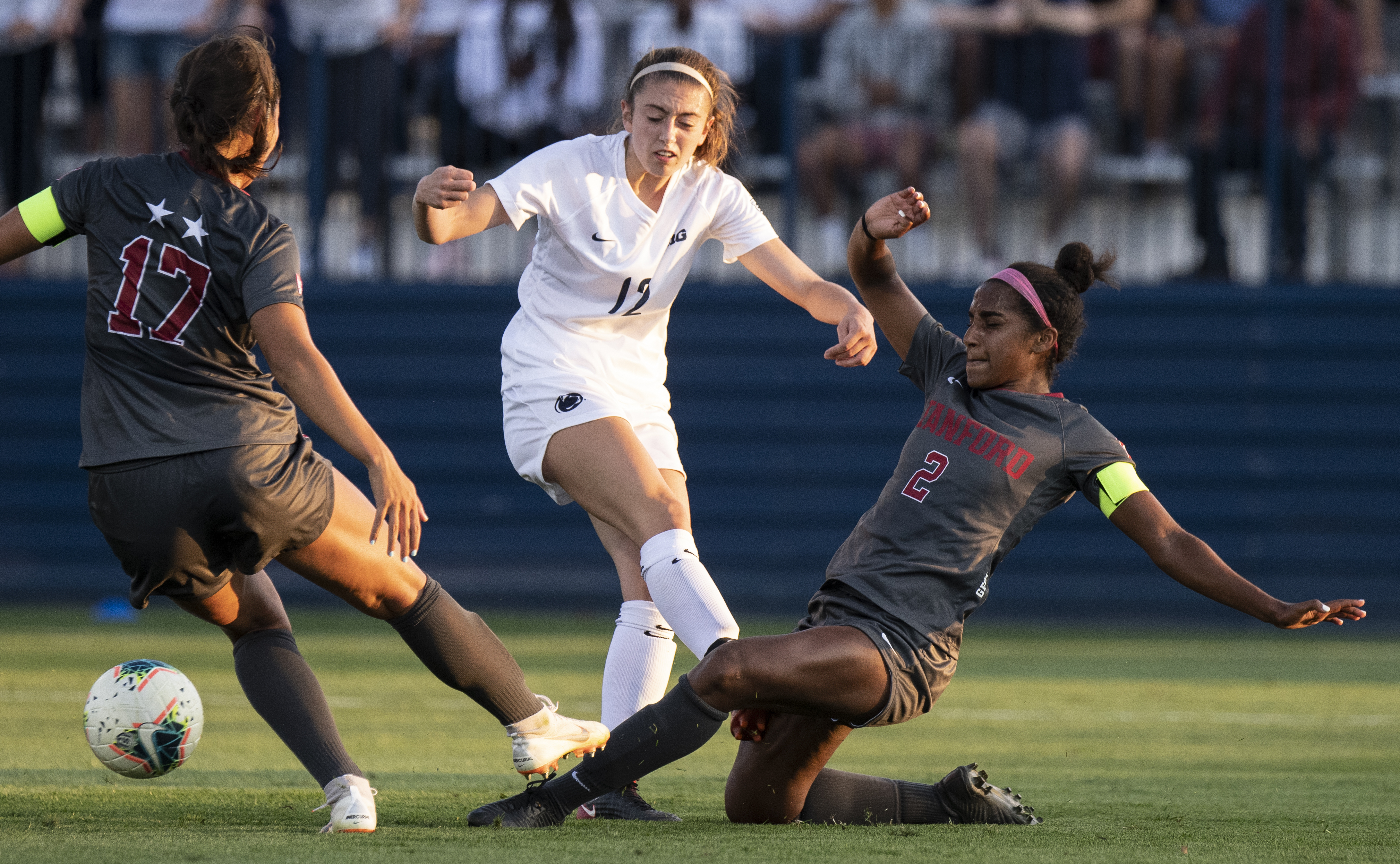
2019年，格瑪（右）在對陣賓州州立尼塔尼雄獅女子足球隊的比賽中。

2018年，格瑪就讀史丹佛大學並開始效力樞機紅女子足球隊，她於該年入圍太平洋十二校聯盟（Pac-12）最佳新生陣容和聯盟第三佳陣容。2019年，格瑪開始擔任隊長，她帶領樞機紅隊奪下隊史第三座NCAA第一級別大學盃冠軍，個人榮獲聯盟年度最佳後衛以及入選年度最佳陣容。2020年至2021年賽季，格瑪因前十字韌帶斷裂缺席整個賽季。她在2021年秋季傷癒回歸，參加她的最後一屆NCAA女子足球錦標賽，惜史丹佛樞機紅隊在首回合以一分之差不敵聖塔克拉拉野馬隊。格瑪於該年再度同時入選聯盟年度最佳後衛和年度最佳陣容。
2021年12月，格瑪為了參加國家女子足球聯賽選秀而退出樞機紅隊。她於2022年畢業並取得符號系統學士學位。在成為職業足球員後，格瑪仍在史丹佛大學攻讀管理科學與工程碩士學位。

## 俱樂部生涯

### 聖地牙哥波浪

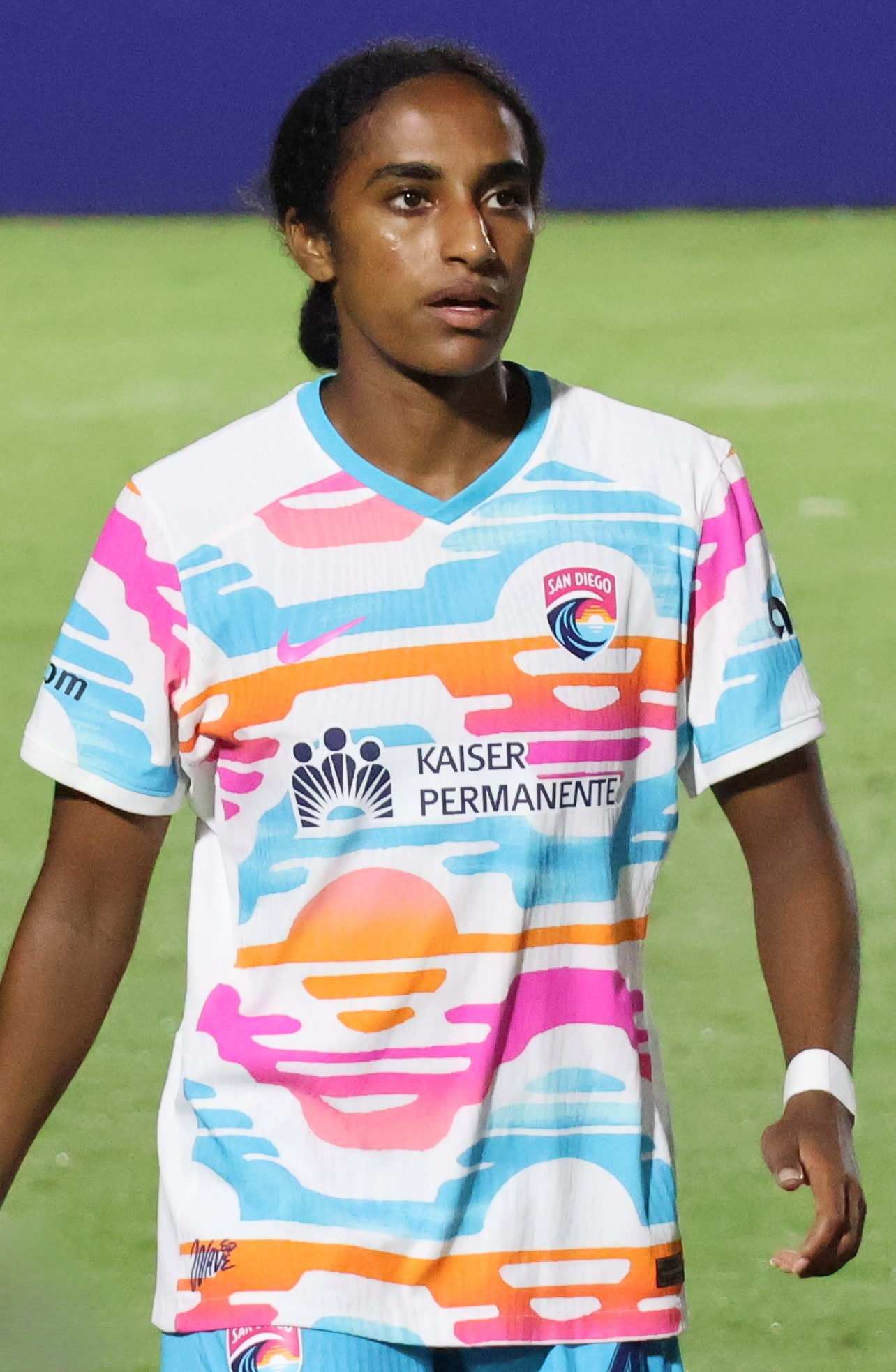
2024年，效力聖地牙哥波浪的格瑪。

2021年12月，格瑪在國家女子足球聯賽選秀以首輪第一順位被加州新創球隊聖地牙哥波浪選中。2022年3月，格瑪入選挑戰盃陣容，並於3月26日對陣波特蘭荊棘的分組賽首次代表聖地牙哥波浪登場；同年5月，她在對陣休士頓衝鋒的例行賽完成職業生涯首秀。格瑪在2022年賽季累計21場出賽，並獲得該賽季的NWSL年度最佳後衛和年度最佳新秀，以及入選年度最佳陣容，成為NWSL首位在生涯首賽季獲得多個年度獎項的球員。
2023年6月14日，聖地牙哥波浪宣布與格瑪延長合約至2026年，同年11月，聖地牙哥波浪奪下2023年賽季例行賽冠軍，格瑪連續兩度榮獲NWSL年度最佳後衛並入選年度最佳陣容。

### 切爾西
2025年1月26日，格瑪以90萬歐元（約110萬美元）簽入女子英超勁旅切爾西，成為女子足球界首位突破百萬美元轉會費紀錄的球員，也是全球目前轉會費最高的球員。

## 國家隊生涯

### 國家青年隊
格瑪曾效力於美國U17、美國U19和U20國家隊。2016年3月，她在中北美洲及加勒比海女子U-17足球錦標賽上陣每一場比賽，美國最終以5勝戰績奪得冠軍，取得該年國際足協U-17女子世界盃參賽門票，格瑪也入圍賽事最佳陣容。同年8月，格瑪被徵召參加U-17女子世界盃，她在3場比賽均踢滿90分鐘，然而美國在小組賽後出局。
2018年1月，格瑪首度參加中北美洲及加勒比海女子U-20足球錦標賽，美國在決賽的十二碼大戰以2比4不敵墨西哥，無緣冠軍寶座。同年7月，捷克籍教練伊特卡·克里姆科娃徵召格瑪等21名球員參加國際足協U-20女子世界盃，格瑪在每場比賽均踢滿90分鐘，但美國在分組賽後出局。
2020年，格瑪以隊長身分帶領美國贏得中北美洲及加勒比海女子U-20足球錦標賽。同年12月，格瑪榮獲由美國足協頒發的美國最佳女子青年足球員。

### 國家成年隊
2019年11月27日，格瑪首次獲得成年國家隊徵召，但在兩週後她因傷退出訓練營。格瑪於2020年10月再度獲成年隊訓練營徵召。2022年4月12日，格瑪在對陣烏茲別克的友誼賽先發上陣並完成國家隊首秀，幫助美國以9比0完封烏茲別克。同年7月，格瑪參加2022年中北美洲及加勒比海女子足球錦標賽；在對陣牙買加的小組賽中，格瑪於開賽第5分鐘助攻隊友索菲亞·史密斯進球，她在代表美國的第3場比賽繳出首個國家隊助攻，並且幫助美國以5比0拿下該場比賽勝利。

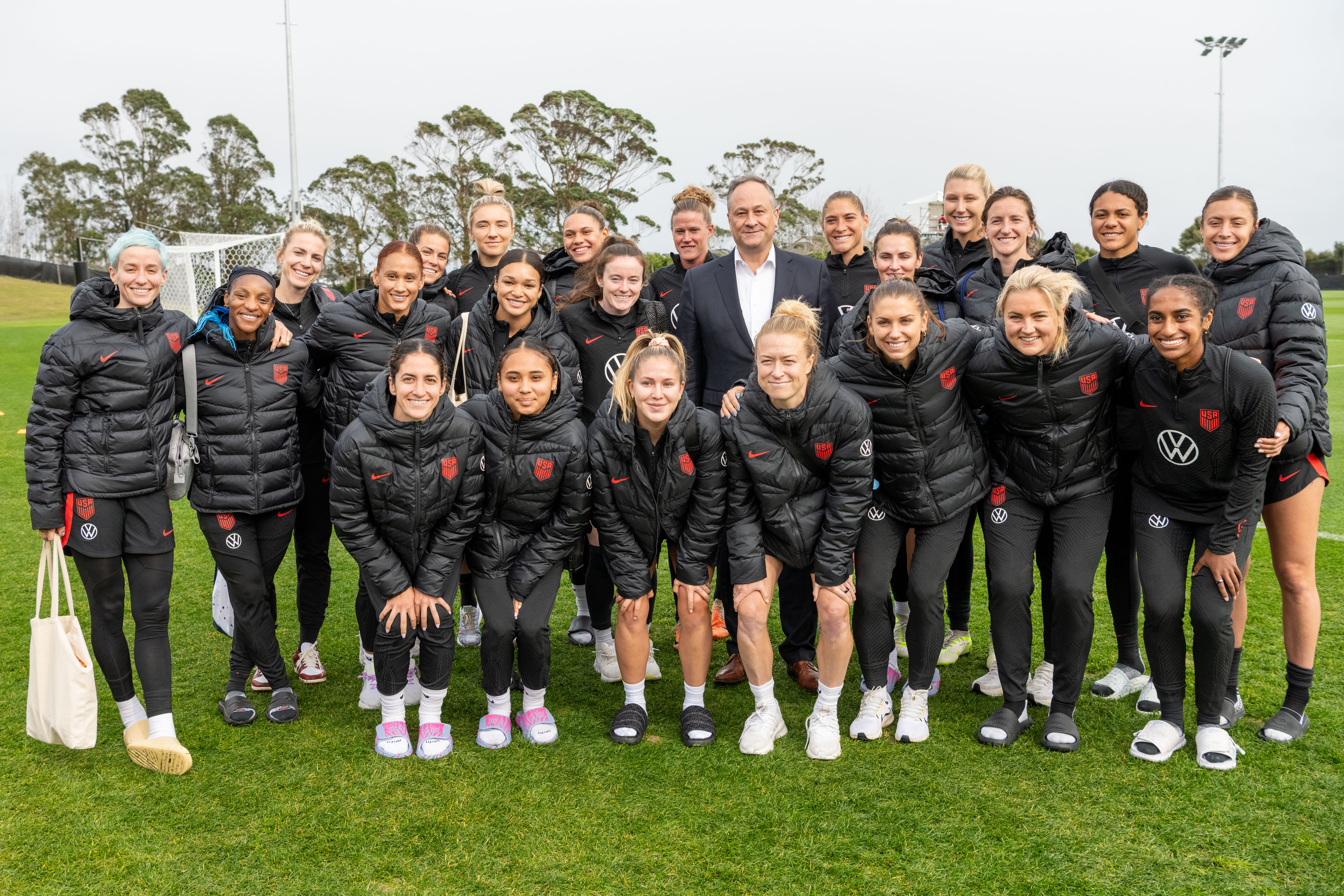
2023年7月，格瑪（前排右一）與美國女足和第39任美國第二先生任德龍合照。

2023年6月，時任美國女足總教練弗拉特科·安多諾夫斯基徵召包括格瑪在內的23名球員參加國際足協女子世界盃；7月21日，格瑪首次在世界盃舞台亮相，她在對陣越南第一場小組賽先發上陣，上半場補時第7分鐘，格瑪將球送入禁區，讓亞歷克斯·摩根頭槌助攻索菲亞·史密斯進球，最終美國以3比0拿下小組首勝。美國以小組第二之姿進入淘汰賽階段，最終在十六強的十二碼大戰中以4比5不敵瑞典。
2024年1月，格瑪當選2023年美國足球小姐，她是首位出身後衛的美國足球小姐，也是繼索菲亞·史密斯後第二位贏得該獎項的黑人球員，格瑪幫助美國隊在2023年所有比賽的場均失球僅0.17球，創下歷年來最低的紀錄。
同年2月7日，格瑪入選2024年美洲女子金盃的23人大名單，由她和艾蜜莉·福克斯、蒂爾娜·戴維森組織的後防線在本屆賽事中受到矚目；在對陣巴西的決賽中，儘管巴西球員不斷嘗試攻門，格瑪和戴維森依舊發揮出最佳表現，堅守最後一道防線，美國最終以1比0勝利並奪下首屆美洲女子金盃冠軍。同年6月，美國新任總教練艾瑪·海耶斯徵召格瑪等22名球員前往法國參加夏季奧運會女子足球比賽；格瑪整體表現備受讚賞，並被認為是團隊中的核心人物，她絕佳的盯防能力以及多次阻擋具威脅性的射門機會，幫助美國睽違12年再度於奧運殿堂奪下金牌；格瑪的出場時間在美國隊中排行第一，全部6場比賽皆無缺席。
2024年10月30日，格瑪在路易維爾林恩家族體育場對陣阿根廷的友誼賽梅開二度，打入生涯首兩顆國家隊進球，美國最終以3比0取勝。同年12月17日，格瑪入選國際足協年度最佳陣容。

## 球風
格瑪被認為是世界最佳的中後衛之一，她的特質是冷靜、沉穩，並有豐富的領導經驗。格瑪在加入國家隊前主要是踢防守中場，之後才開始專精後衛位置。格瑪的速度、傳球精準度、控球能力與組織能力極佳，媒體將她譽為是貝姬·索爾布倫的接班人。
在2024年巴黎奧運中，格瑪充分展現自己是如何預測對手的進攻路線，並且一次次關鍵防守，不讓對手有任何射門機會。然而，美國隊在該屆奧運的總失球數僅2球，是歷屆最佳的紀錄。

## 個人生活
格瑪擁有美國和衣索比亞國籍，她會說安哈拉語和英語。她最崇拜的足球員是貝姬·索爾布倫和。
2022年3月1日，格瑪與索菲亞·史密斯的摯友凱蒂·邁耶因心理因素自殺身亡。此事件讓格瑪決定提出一項重視女子球員心理健康的計畫，她號召美國國家隊隊員與FOX體育合作推廣此計畫，FOX體育承諾將於2023年女子世界盃播出期間在該平台上討論心理健康的重要性。

## 生涯數據

### 俱樂部統計
最後更新：2025年5月18日
| 球隊         | 賽季     | 聯賽     | 聯賽 | 聯賽 | 全國盃賽 | 全國盃賽 | 聯賽盃 | 聯賽盃 | 洲際賽事 | 洲際賽事 | 其他 | 其他 | 總計 | 總計 |
| 球隊         | 賽季     | 分級     | 出場 | 進球 | 出場     | 進球     | 出場   | 進球   | 出場     | 進球     | 出場 | 進球 | 出場 | 進球 |
| ------------ | -------- | -------- | ---- | ---- | -------- | -------- | ------ | ------ | -------- | -------- | ---- | ---- | ---- | ---- |
| 聖地牙哥波浪 | 2022     | NWSL     | 19   | 0    | —        | —        | 6      | 0      | —        | —        | 2    | 0    | 27   | 0    |
| 聖地牙哥波浪 | 2023     | NWSL     | 19   | 0    | —        | —        | 2      | 0      | —        | —        | 1    | 0    | 22   | 0    |
| 聖地牙哥波浪 | 2024     | NWSL     | 23   | 0    | —        | —        | —      | —      | 2        | 0        | 1    | 0    | 26   | 0    |
| 聖地牙哥波浪 | 小計     | 小計     | 61   | 0    | 0        | 0        | 8      | 0      | 2        | 0        | 4    | 0    | 75   | 0    |
| 切爾西       | 2024–25  | 女子英超 | 5    | 0    | 1        | 0        | 0      | 0      | 2        | 0        | —    | —    | 8    | 0    |
| 生涯總計     | 生涯總計 | 生涯總計 | 66   | 0    | 1        | 0        | 8      | 0      | 4        | 0        | 4    | 0    | 83   | 0    |

1. ↑  包括英格蘭女子足總盃
2. ↑  包括NWSL挑戰盃（英语：2022 NWSL Challenge Cup）、英格蘭女子聯賽盃（英语：FA Women's League Cup）
3. ↑  包括中北美洲及加勒比海女子冠軍盃、歐洲女子冠軍聯賽
4. ↑  包括NWSL季後賽、NWSL x 墨女超夏季盃（英语：NWSL x Liga MX Femenil Summer Cup）以及改為超級盃制度的NWSL挑戰盃

### 國家隊統計
最後更新：2025年7月2日
| 國家隊 | 年份 | 出場數 | 進球數 | 助攻數 |
| ------ | ---- | ------ | ------ | ------ |
| 美國   | 2022 | 10     | 0      | 1      |
| 美國   | 2023 | 16     | 0      | 0      |
| 美國   | 2024 | 18     | 2      | 0      |
| 美國   | 2025 | 4      | 0      | 0      |
| 總計   | 總計 | 48     | 2      | 1      |

### 國家隊進球
比分左側皆為美國隊進球數，「進球比分」表示格瑪進球時的比分。
| # | 日期           | 比賽場館                   | 出場次數 | 對手   | 進球比分 | 終場比分 | 賽事名稱 | Ref.   |
| - | -------------- | -------------------------- | -------- | ------ | -------- | -------- | -------- | ------ |
| 1 | 2024年10月30日 | 美國路易維爾林恩家族體育場 | 42       | 阿根廷 | 1–0      | 3–0      | 友誼賽   | [ 69 ] |
| 2 | 2024年10月30日 | 美國路易維爾林恩家族體育場 | 42       | 阿根廷 | 3–0      | 3–0      | 友誼賽   | [ 69 ] |

## 榮譽
史丹佛樞機紅
- NCAA第一級別女子足球錦標賽（英语：NCAA Division I Women's Soccer Championship）冠軍：2019（英语：2019 NCAA Division I women's soccer tournament）[5]

 聖地牙哥波浪
- 國家女子足球聯賽例行賽冠軍：2023[90]
- 國家女子足球聯賽挑戰盃（英语：NWSL Challenge Cup）冠軍：2024（英语：2024 NWSL Challenge Cup）[91]

美國U17
- 中北美洲及加勒比海女子U-17足球錦標賽冠軍：2016[92]

美國U20
- 中北美洲及加勒比海女子U-20足球錦標賽冠軍：2020[44]
- 中北美洲及加勒比海女子U-20足球錦標賽亞軍：2018[42]

美國
- 奧運女子足球比賽金牌：2024[93]
- 中北美洲及加勒比海錦標賽冠軍：2022[94]
- 美洲女子金盃冠軍：2024[95]
- 她相信盃（英语：SheBelieves Cup）冠軍：2023（英语：2024 SheBelieves Cup）[96]、2024（英语：2024 SheBelieves Cup）[97]

個人
- 國際足協年度最佳陣容：2024[71]
- 美國足球小姐：2023[60]
- 美國最佳女子青年足球員：2020[45]
- 中北美洲及加勒比海錦標賽最佳陣容：2022[98]
- NWSL年度最佳後衛（英语：NWSL Defender of the Year）：2022[7]、2023[99]
- NWSL年度最佳新秀（英语：NWSL Rookie of the Year）：2022[7]
- NWSL年度最佳陣容（英语：NWSL Best XI）：2022[100]、2023[101]
- NWSL年度次佳陣容（英语：NWSL Best XI）：2024[102]
- NWSL每月最佳新秀（英语：NWSL Rookie of the Month）：2022年5月[103]、2022年9/10月[104]
- NWSL每月最佳陣容（英语：NWSL Team of the Month）：2022年5月[103]、2022年6月[105]、2022年8月[106]、2022年9/10月[107]、2023年3/4月[108]、2023年5月[109]、2023年9/10月[110]、2024年3/4月[111]、2024年9月[112]
- NCAA第一級別女子足球錦標賽（英语：NCAA Division I Women's Soccer Championship）賽事最佳後衛：2019[12]
- 太平洋十二校聯盟年度最佳女子足球後衛：2019[19]、2021[24]
- 太平洋十二校聯盟年度最佳女子足球陣容：2019[19]、2021[24]

## 備註
1. ↑  衣索比亞人名以父親的名作為孩子的姓氏。

## 外部連結
- 娜歐蜜·格瑪 （页面存档备份，存于）在史丹佛樞機紅女子足球隊（英语：Stanford Cardinal women's soccer）
- 娜歐蜜·格瑪在國家女子足球聯賽
- 娜歐蜜·格瑪 （页面存档备份，存于）在聖地牙哥波浪
- 娜歐蜜·格瑪在美國足球協會
- 娜歐蜜·格瑪在美國奧林匹克委員會（原始內容存檔）
- 娜歐蜜·格瑪的Instagram帳戶
- 娜歐蜜·格瑪的X（前Twitter）